# Edoardo Molinari
Edoardo Molinari (* 11. Februar 1981 in Turin) ist ein italienischer Profigolfer der PGA European Tour.

## Leben/Karriere
Er entstammt einer golfbegeisterten Familie (Bruder von Francesco) und begann im Circolo Golf Torino mit dem Golfsport. Am Höhepunkt seiner Amateurkarriere gewann Molinari 2005 als erster Kontinentaleuropäer die US Amateur Championship.
Er wurde 2006 Berufsgolfer und spielte zunächst auf der Challenge Tour, wo ihm 2007 der erste Turniersieg gelang. Nach drei weiteren Siegen im Jahre 2009 qualifizierte sich Molinari automatisch für die PGA European Tour und hat dort 2010 bislang zwei Erfolge verbuchen können. Ende August 2010 hat ihm Kapitän Colin Montgomerie als captain’s pick in die europäische Auswahl für den Ryder Cup 2010 berufen.
Mit seinem jüngeren Bruder Francesco gewann er im November 2009 erstmals für Italien den World Cup.

## Turniersiege (9)

### European-Tour-Siege (3)
- 2010: Barclays Scottish Open, Johnnie Walker Championship at Gleneagles
- 2017: Trophée Hassan II

### Japan-Golf-Tour-Siege (1)
- 2009: Dunlop Phoenix Tournament

### Challenge-Tour-Siege (5)
- 2007: Club Colombia Masters, Tusker Kenya Open
- 2009: Piemonte Open, Kazakhstan Open, Italian Federation Cup

### Weitere Turniersiege (2)
- 2010: Wendy’s 3-Tour Challenge (mit Bubba Watson und Boo Weekley), The Shark Shootout (mit Ian Poulter)

## Teilnahmen an Mannschaftsbewerben
- Ryder Cup: 2010 (Sieger)
- Royal Trophy: 2012
- World Cup: 2007, 2008, 2009 (Sieger), 2011

## Resultate bei Major Championships
| Turnier               | 2005 | 2006 | 2007 | 2008 | 2009 | 2010 | 2011 | 2012 | 2013 | 2014 | 2015 | 2016 | 2017 | 2018 |
| --------------------- | ---- | ---- | ---- | ---- | ---- | ---- | ---- | ---- | ---- | ---- | ---- | ---- | ---- | ---- |
| The Masters           | DNP  | CUT  | DNP  | DNP  | DNP  | CUT  | T11  | T57  | DNP  | DNP  | DNP  | DNP  | DNP  | DNP  |
| US Open               | DNP  | CUT  | DNP  | DNP  | DNP  | T47  | T54  | DNP  | DNP  | DNP  | DNP  | DNP  | DNP  | DNP  |
| The Open Championship | T60  | T68  | DNP  | DNP  | DNP  | T27  | T66  | DNP  | DNP  | T7   | CUT  | DNP  | DNP  | DNP  |
| PGA Championship      | DNP  | DNP  | DNP  | DNP  | DNP  | T33  | T69  | DNP  | DNP  | T47  | DNP  | DNP  | DNP  | DNP  |

| Turnier               | 2019 | 2020 | 2021 | 2022 | 2023 | 2024 | 2025 |
| --------------------- | ---- | ---- | ---- | ---- | ---- | ---- | ---- |
| The Masters           | DNP  | DNP  | DNP  | DNP  | DNP  | DNP  | DNP  |
| PGA Championship      | DNP  | DNP  | DNP  | DNP  | DNP  | DNP  | DNP  |
| US Open               | DNP  | DNP  | T35  | DNP  | DNP  | CUT  | CUT  |
| The Open Championship | DNP  | KT   | DNP  | DNP  | DNP  | DNP  | DNP  |

LA = Bester Amateur

DNP = nicht teilgenommen

CUT = Cut nicht geschafft

„T“ = geteilte Platzierung

KT = Kein Turnier (Ausfall wegen Covid-19)

Grüner Hintergrund für Sieg

Gelber Hintergrund für Top 10.

## Teilnahmen an Mannschaftsbewerben
- World Cup (für Italien): 2007, 2008, 2009 (Sieger), 2011
- Ryder Cup: 2010 (Sieger)